# 285.
◄ | 2. stoljeće | 3. stoljeće | 4. stoljeće | ►
◄ | 250-ih | 260-ih | 270-ih | 280-ih | 290-ih | 300-ih | 310-ih | ►
◄◄ | ◄ | 282. | 283. | 284. | 285. | 286. | 287. | 288. | ► | ►►
Astronomija • Književnost • Kršćanstvo

## Smrti
- Karin, rimski car
- Sabin Julijan, rimski uzurpator

## Vanjske poveznice
|  | Zajednički poslužitelj ima još gradiva o temi 285. |